# Jürgen Mossack
Jürgen Mossack (Fürth, 20 de março de 1948) é um dos sócios do escritório panamenho Mossack Fonseca, um escritório de advocacia com sede no Panamá, com mais de 40 escritórios em todo o mundo, envolvido recentemente no maior vazamento da história de contas secretas, conhecido como Panama Papers.
Formou-se em direito pela Universidade Católica Santa María la Antigua, no Panamá, em 1973.